# Famille Tanolico
 (avril 2023).
 (février 2016).
Si vous disposez d'ouvrages ou d'articles de référence ou si vous connaissez des sites web de qualité traitant du thème abordé ici, merci de compléter l'article en donnant les références utiles à sa vérifiabilité et en les liant à la section « Notes et références ».
La famille Tanolico (ou Tolonegi) est une famille patricienne de Venise.

## Historique
Ils descendent des gens de Tornariti et sont déjà sur le territoire de Venise avec le groupe venant d'Eraclea entre les septième et neuvième siècles. La famille s'installe dans les environs de l'Église San Giovanni in Bragora (Castello), qu'ils édifièrent. Néanmoins, il est considéré comme une famille populaire. Ils sont visiblement présents entre 1261 et 1282, avec jusqu'à cinq membres élus au Grand Conseil en 1275/76. Dans les années 1293 à 95, ils sont présents avec Marino de Castello (probablement S. Giustina), approuvé par la Quarantie, comme le montre la Cronaca Trevisana. Elle fut ainsi admise à la noblesse lors de la serrata du Grand Conseil en 1297.